# Weischlitz (stacja kolejowa)
Weischlitz (niem: Bahnhof Weischlitz) – stacja kolejowa w Weischlitz, w kraju związkowym Saksonia, w regionie Vogtland, w Niemczech. Stacja jest węzłem kolejowym na liniach Gera Süd – Weischlitz i Plauen – Cheb.
Według klasyfikacji Deutsche Bahn posiada kategorię 6.

## Linie kolejowe
- Gera Süd – Weischlitz
- Plauen – Cheb